# Gunther Lambert
Gunther Lambert (Rheydt, 30 juli 1928 – Düsseldorf, 10 december 2015) was een Duitse ondernemer, ontwerper en inrichter. Als productontwerper gaf hij met liefde voor ambachtswerk vorm aan de tijdsgeest van de Duitse inrichtingsstijl.

## Leven en werk
Gunther Lambert was de zoon van een zakenman, die ook als uitvinder werkte. In 1934, op zesjarige leeftijd, verhuisde hij samen met zijn moeder en zussen van Rheydt naar de Landkreis Elbing in Oost-Pruisen om bij zijn grootouders te gaan wonen. Zijn vader Robert had Duitsland om politieke redenen verlaten. Na de Tweede Wereldoorlog slaagde hij voor zijn middelbareschooldiploma, nadat hij op 16-jarige leeftijd was opgeroepen als dienstplichtige. Aanvankelijk werkte hij als geschoolde inkoper in de textielindustrie, vervolgens probeerde hij parkeergarages met meerdere verdiepingen te bouwen en te verhuren en eind jaren vijftig richtte hij een import- en exportbedrijf op aan de Herzogstraße met jurken met button-downkraag, wat het nodige geld opleverde.
In 1958 trouwde Lambert met Petra (1937–1985), de oudste dochter van de schilder Ursula Benser en de fotograaf Walther Benser, met wie hij vier kinderen kreeg. Hij verhuisde naar de Eiskellerberg in Düsseldorf. Om het groeiende gezin te onderhouden, ging hij werken bij de lichtkunstenaar Johannes Dinnebier, tegenwoordig bekend onder de naam "Licht im Raum". Nieuwsgierigheid, maar ook de invloed van vrienden en kunstenaars rond de Kunstakademie Düsseldorf (onder wie Hannes Esser en Karina Raeck, Eva en André Thomkins, Anatol Herzfeld en Peter Rübsam), brachten hem ertoe zich te richten op het traditionele ambachtswerk, in het bijzonder de glaskunst die hij tijdens zijn bezoeken naar de glasblazerij voor lichtontwerper Dinnebier tegenkwam.

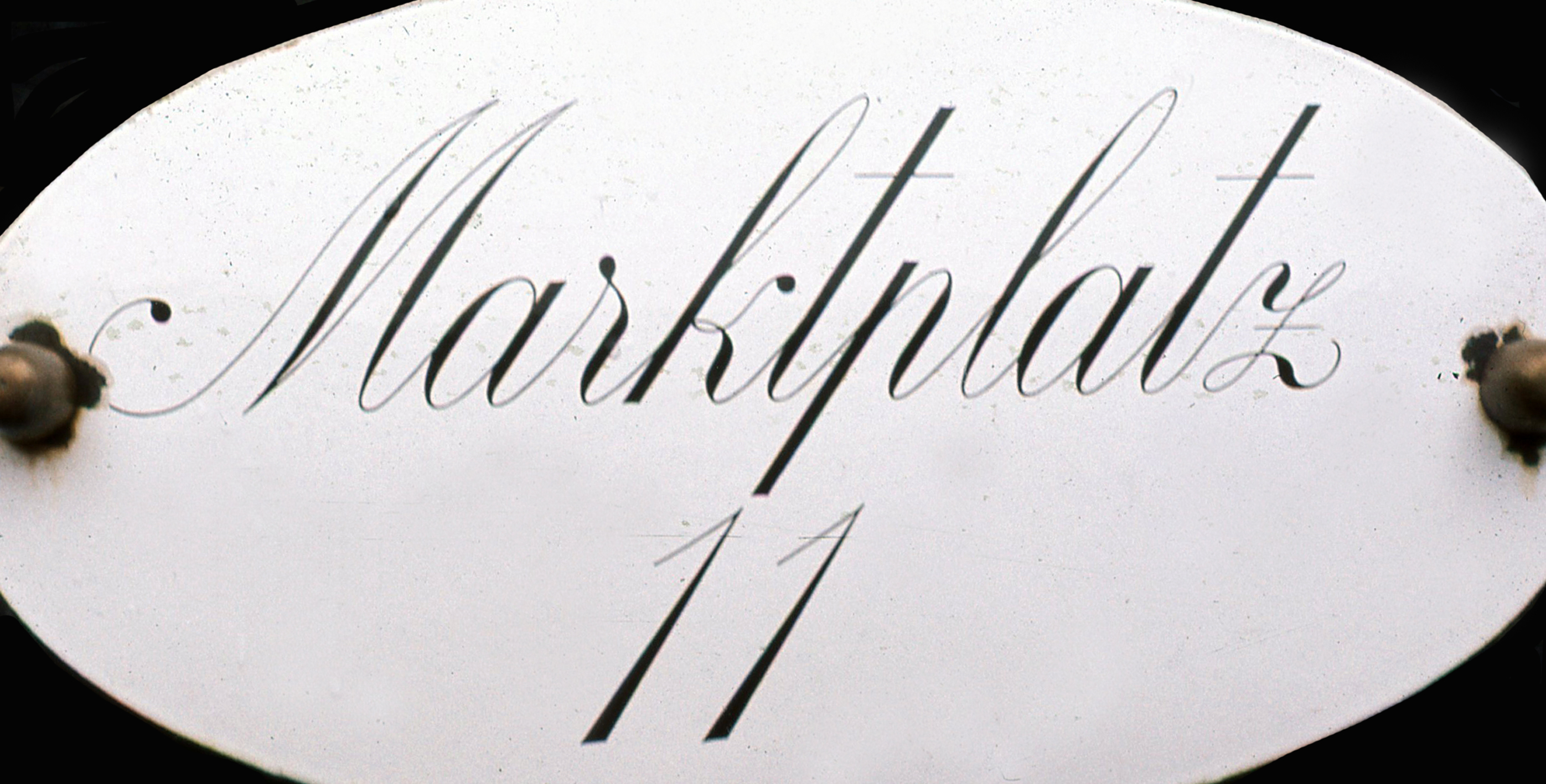
Marktplatz 11-bord jaren zeventig

Rond 1964 startte Lambert zijn eigen bedrijf op een binnenplaats aan de Inselstrasse, waar hij glaswerk en aardewerk verkocht, in een tijd waarin Scandinavisch functionalisme de interieurs van de middenklasse veroverde.
Zijn zakenreizen brachten Lambert naar Italiaanse en Spaanse glasblazerijen en pottenbakkerijen. Met de ontwikkeling van de kunstnijverheid breidde hij het assortiment uit met de eerste komvormige rieten meubelen, gemaakt in Hong Kong. Halverwege de jaren zestig opende Lambert zijn eerste winkel, "Marktplatz 11" in Düsseldorf, die werd bestierd door zijn vrouw Petra, een geschoolde decorontwerpster. In deze winkel werden zijn eigen collecties vermengd met antiek en curiosa.
Met de uitbreiding van de onderneming verhuisde Lambert naar het pand op het fabrieksterrein van de voormalige katoenspinnerij Pferdmenges & Schürmann in Mönchengladbach-Giesenkirchen, een monumentaal pand aan de Konstantinstrasse 303.
Tussen 1968 en 1971 experimenteerde hij kort met futuristische vormen van plexiglas en ontwikkelde hij in samenwerking met ontwerper Danilo Silvestrin doorzichtige meubels en plexiglazen kledinghangers en verkocht hij een plexiglazen koffer naar een ontwerp van Michael Kraus. Daarnaast verkocht hij de eerste lichtobjecten van Ingo Maurer en de "Uten.Silo" van zijn vrouw Dorothee Becker. Later kwamen er buitenmeubels en plantenbakken van glasvezel bij, die ook op de Messe Düsseldorf werden gebruikt.
Vanaf zijn eerste reizen begin jaren zeventig naar het Verre Oosten, waaronder Hongkong, Japan, Thailand, Vietnam, Birma en de Volksrepubliek China, bracht hij meubels en alledaagse voorwerpen van bamboe, Japanse kimono's en Chinees keukengerei van de Canton Fair mee en introduceerde hij deze op de Duitse markt.
Gefascineerd door de fijne kunst van Chinees en Japans lakwerk, verzamelde Lambert lakwerk en liet hij accessoires en later ook kleine meubels maken volgens oude tradities. In december 1977 organiseerde hij een "Lackessen" samen met en in het Haus Industrieform in Essen om de uitstervende lakwerkkunst dichter bij het in design geïnteresseerde publiek te brengen. In Moradabad in India zette hij productiefaciliteiten op met zijn leveranciers van messing- en zilverwerk. In China en Zuidoost-Azië liet Lambert rotanmeubels vlechten en in Mongolië zijden tapijten knopen. In Europa ging hij naar de plaatsen van herkomst of waar de vaklieden hun ambacht nog kennen. Zo liet hij de mooiste drinkglazen van kristal en majolica in Italië maken en liet hij glazen vazen maken in Servië en tafel- en bedlinnen in Polen.
Vaak verraste hij de meubelmarkt met nieuwe collecties, zoals zijn Birmese tempeltafels, die qua vorm geïnspireerd waren op boeddhistische offerschalen. Of zijn rieten meubels gemaakt van onbehandelde rotankern, die voor het eerst te zien waren op de meubelbeurs van Keulen in 1978. Critici werden verrast door de ronde en zachte vorm, die er dankzij het dubbelwandige vlechtwerk ook van achteren mooi uit zag. De branche sprak zelfs vol ontzag over een Rolls Royce tussen de rieten meubelen. Begin jaren tachtig introduceerde Lambert Tiffany-lampen en plafondventilatoren uit Amerika, gevolgd door met op Amish geïnspireerde quilts en massief houten meubels, verroest ijzer en keukens.
Met zijn tweede vrouw Anna Lambert, met wie hij in 1989 trouwde, ontwikkelde Lambert eind jaren tachtig nieuwe concepten en verkocht hij geen losse objecten meer, maar een hele productlijn onder "The World of Gunther Lambert". Met ontwerper en graficus Uwe van Afferden creëerden Anna en Gunther Lambert boeken over de woonwerelden en verspreidden ze deze via speciaalzaken. Vanaf 1990 opende Lambert zijn eigen vlaggenschipwinkels in Berlijn, Düsseldorf en München.
Lambert baseerde zijn ontwerpen op traditionele vormen met respect voor traditioneel, lokaal vakmanschap, bezocht musea wereldwijd, doorzocht archieven en ontwikkelde producten in zijn eigen vormentaal. Hij was zijn tijd vaak vooruit. Zijn belangstelling voor kunst, architectuur, literatuur en de culturen van de landen die hij bezocht beïnvloedde zijn stijlen.
Gedurende lange perioden werkte Lambert samen met ontwerpers, architecten en kunstenaars, onder wie Oliver Conrad, Nana von Hugo, Adolf Luther, Jowa Imre Kis-Jovak, Nicolas Thomkins en Kurt Ziehmer.
In 2000 verkocht Lambert zijn bedrijf en ging hij met pensioen. Hij overleed op 10 december 2015 in Düsseldorf en ligt begraven op de Nordfriedhof.

## Publicaties
- Uwe van Afferden, Anna Lambert (Hrsg.): Interieur – Die Welt von Gunther Lambert Industriedruck, Krefeld, 1990
- Inspiration – die Welt des Gunther Lambert, 1993
- Gunther Lambert und Mallorca, eigen uitgave, Mönchengladbach, 1995
- Sommergäste – die Welt des Gunther Lambert, 1997
- Gunther Lambert und Eckart Witzigmann[1]: Wohn- und Kochrezepte. Nicolai, Berlin 1999, ISBN 3-87584-883-7